# Charlotte Selver
Charlotte Bertha Selver, geb. Wittgenstein (geboren 4. April 1901 in Ruhrort; verstorben 22. August 2003 in Muir Beach in Kalifornien) war eine deutsche Pädagogin.

## Leben
Selver wuchs zusammen mit ihrer jüngeren Schwester in einer jüdischen Kaufmannsfamilie auf. Ihre Mutter war Henriette Wittgenstein (1874–1945), geborene Meyer und ihr Vater Paul Elias Wittgenstein (1869–1956).
In den 1920er Jahren begegnete Charlotte Selver in Berlin Elsa Gindler, die in ihren Kursen zusammen mit ihren Studenten erforschte, wie die natürlichen Anlagen des Menschen auch im Erwachsenenalter entfaltet werden können. Mitte der 1920er Jahre lernte sie Heinrich Selver kennen, mit dem sie am 22. Dezember 1926 in Leipzig standesamtlich getraut wurde. In Leipzig gründete Charlotte Selver auch ihre erste Gymnastikschule, doch lebte das Ehepaar bereits seit Mitte November 1927 in getrennten Wohnungen. Die Ehe wurde am 13. März 1931 geschieden.
Der Kontakt zwischen den beiden Ex-Ehepartnern ist aber nie abgebrochen. 1935 zog sie auf das Gelände der von ihrem Ex-Mann geleiteten Privaten Waldschule Kaliski und wohnte ab 1936 auch wieder mit ihm zusammen. Einzelnen Schülern und auch ganzen Klassen konnte sie dort Gymnastik- und gelegentlich auch Schwimmunterricht erteilen.
Bis zu ihrer erzwungenen Emigration nach New York 1938 studierte sie mit Elsa Gindler und dem Musikpädagogen Heinrich Jacoby und baute den Kontakt in den 1950ern wieder auf.
1971 wurde die «Sensory Awareness Foundation» ins Leben gerufen, eine Stiftung, deren Ziel die Erhaltung und Dokumentation von Charlotte Selvers Lebenswerk ist. 1995 verlieh ihr das California Institute of Integral Studies in San Francisco den Ehrendoktortitel. 
Charlotte Selver ist am 22. August 2003 im Alter von 102 Jahren in ihrem Heim in Muir Beach in Kalifornien im Kreis ihrer engsten Freunde und Schüler gestorben.

## Sensory Awareness
Sensory Awareness geht zurück auf die Arbeit der Gymnastik- und Bewegungslehrerin Elsa Gindler (1885–1961) und des Schweizer Musikpädagogen Heinrich Jacoby (1889–1964). Diese gaben ihrer ‚Arbeit‘ nie einen formellen Namen. Die grundlegende Zielsetzung des Jacoby/Gindler’schen Ansatzes ist die Entfaltung des Menschen durch bewusstes Spüren (ganzheitliche Entfaltung als Entwicklung und Wachstum zu sinngebendem Sein). Charlotte Selver war in Berlin Gindlers Schülerin, bevor sie 1938 in die USA emigrierte und dort diese Arbeit unter dem Namen Sensory Awareness einführte.

## Einflüsse
Angelpunkt der Arbeit von Charlotte Selver ist das «Erfahren durch die Sinne». Selver war davon überzeugt, dass das Wohlbefinden des Individuums, der Gesellschaft als Ganzes sowie auch die Sorge um unsere Umwelt davon abhängen, inwieweit wir zu einem neuen Vertrauen in organische Prozesse finden.
In den frühen 50er Jahren unterrichtete sie Studenten an der New School for Social Research. Im Jahre 1957 war sie Referentin der Konferenz Zen Buddhismus und Psychoanalyse gemeinsam mit Erich Fromm, Richard de Martino und Daisetz Teitaro Suzuki in Mexiko. Gemeinsam mit Alan Watts gab sie Workshops zu Zen und Sensory Awareness.
Mit ihrer Arbeit Sensory Awareness übte Charlotte Selver einen entscheidenden Einfluss auf das Human Potential Movement, das auch vom Esalen-Institut ausging, wo sie ab 1963 lehrte. Damit übte sie auch Einfluss auf die Humanistische Psychologie und die darauf basierenden Therapien aus.
Zahlreiche bekannte Persönlichkeiten wurden von ihr inspiriert, wie beispielsweise Erich Fromm, Alan Watts und Daisetz Teitaro Suzuki, Carl Rogers, Ida Rolf und Moshé Feldenkrais und Fritz Perls. Auch Wilhelm Reich erforschte diese Arbeit am ganzen Menschen in seinen prägenden Jahren. Seit 1966 war auch Seymour Carter ihr Schüler. Er blieb ihr Schüler bis zu ihrem Tod im Jahre 2003. Weiteren Einfluss hatte sie durch ihre Workshops u. a. auf Claudio Naranjo.
Charlotte Selvers beeinflusste Menschen verschiedener Berufsgruppen. Obwohl sie selbst keine Psychologin war, beeinflusste ihre Arbeit die Psychotherapie stark. Ärzte, Psychologen und Psychiater (u. a. George Downing) lernten ihre Arbeit kennen und gaben das Wissen an die eigenen Klienten weiter.
Aspekte ihrer Arbeit, insbesondere seinen Körper bewusst zu spüren und Körperempfindungen nachzugehen (Sensory Awareness), flossen in viele der heute existierenden Methoden der Körperarbeit, Körpertherapie, Körperpsychotherapie und Psychotherapie ein.